# Eustenancistrocerus tegularis
Eustenancistrocerus tegularis är en stekelart som först beskrevs av Moravitz 1885.  Eustenancistrocerus tegularis ingår i släktet Eustenancistrocerus och familjen Eumenidae. Inga underarter finns listade i Catalogue of Life.